# Batman (film)
 For alternative betydninger, se Batman (flertydig). (Se også artikler, som begynder med Batman)
Batman er en amerikansk superheltefilm fra 1989 instrueret af Tim Burton, og baseret på tegneseriehelten Batman.
I 1992 kom efterfølgeren Batman Returns.

## Handling
Bruce Wayne, også kendt som Batman (Michael Keaton), står nu over for skurken Jokeren (Jack Nicholson), som truer hans gamle flamme Vicki Vale (Kim Basinger).

## Medvirkende
- Michael Keaton som Bruce Wayne/Batman: En milliardær fra Gotham, som om natten opererer hemmeligt som superhelten Batman. Han er ejer af firmaet Wayne Enterprises, leverandøren af Batman's udstyr og våben, som han gemmer i en stor hule under hans palæ, Wayne Manor.
- Jack Nicholson som Jack Napier/Jokeren: En psykopatisk superskurk, og Batman's ærkefjende, som tidligere arbejdede for gangsteren Carl Grissom, indtil han faldt i kemikalier, som gjorde ham hvid i hovedet, og psykopat.
- Kim Basinger som Vicki Vale: Bruce Wayne's kæreste, som Batman må redde fra Jokeren.
- Pat Hingle som Commisioner Gordon: Gotham's politimester, og ven af Batman.
- Billy Dee Williams som Distriktschef Harvey Dent: En distriktschef fra Gotham. I efterfølgeren Batman Forever overtager Tommy Lee Jones rollen.
- Michael Gough som Alfred Pennyworth: Bruce Wayne's butler, og bedste ven, som har opfostret ham, siden hans forældre døde.